# Familie Klumps und der verrückte Professor
Familie Klumps und der verrückte Professor (Originaltitel: Nutty Professor II: The Klumps) ist eine US-amerikanische Filmkomödie von Peter Segal aus dem Jahr 2000. Sie ist eine Fortsetzung der Komödie Der verrückte Professor aus dem Jahr 1996. Der Film startete am 21. September 2000 in den deutschen Kinos.

## Handlung
Professor Sherman Klump arbeitet an einem als Jungbrunnen bezeichneten Mittel, das die ewige Jugend sichern soll. Er will seine Kollegin Denise Gaines heiraten. Während der Feier taucht der aus dem Vorgängerfilm bekannte Buddy Love erneut auf. Daraufhin untersucht Klump in seinem Labor die DNS von Love.
Love stiehlt dem Professor die Formel der Jugend, um sie zu verkaufen. Zum Rest der Substanz mischt er weitere Chemikalien bei. Als Klump die Wirkung des Mittels des Dekans Richmond demonstrieren will, wächst das Versuchstier schnell und greift Richmond an. Daraufhin wird Klump von Richmond entlassen.
Klump leidet unter einem Gehirnschaden. Die DNS von Love soll ihn davon heilen.
Love wird von Sherman Klump vernichtet, indem er in eine formlose Masse verwandelt wird. Die Masse fällt in einen Brunnen. Die anwesende Gaines kommt auf die Idee, dass Klump das Wasser mit Loves DNS aus dem Brunnen trinken kann; dadurch wird sein Gehirnschaden geheilt. Am Ende heiraten Klump und Gaines.

## Kritiken
Bob Graham bezeichnete den Film in der San Francisco Chronicle vom 28. Juli 2000 als „häufig urkomisch“. Der „lockere“ Eddie Murphy, auf den das Publikum gewartet habe, sei zurückgekehrt. Larry Miller sei so gut, dass er Murphy einige Szenen „stehle“.
Das Lexikon des internationalen Films schrieb: „Bescheidene Komödie mit quälend langsamer Handlung, die sich nicht auf die komödiantischen Fähigkeiten des Hauptdarstellers in gleich acht Rollen verlässt und ihn in zentimeterdicken Kunststoffschichten bis zur Unkenntlichkeit vergräbt.“

## Auszeichnungen
Eddie Murphy wurde im Jahr 2001 für den MTV Movie Award und für den Golden Satellite Award nominiert. Murphy, Janet Jackson und der Film als Bester Film wurden 2001 für den Kids' Choice Awards nominiert.
Eddie Murphy, Janet Jackson – als Darstellerin und für den Song Doesn't Really Matter – sowie der Soundtrack wurden im Jahr 2001 für den Blockbuster Entertainment Award nominiert. Janet Jackson wurde 2001 für den Song Doesn't Really Matter für den Black Reel Award nominiert. Sie gewann für den Song 2001 den BMI Film & TV Award, für den David Newman in einer anderen Kategorie nominiert wurde. Die Make-up-Experten wurden 2001 für den Hollywood Makeup Artist and Hair Stylist Guild Award und für den Saturn Award nominiert.

## Hintergrund
Der Film wurde in Los Angeles und in den anderen Orten in Kalifornien gedreht. Seine Produktionskosten betrugen schätzungsweise 84 Millionen US-Dollar. Der Film spielte in den Kinos der USA ca. 123,3 Millionen US-Dollar ein sowie ca. 38,2 Millionen US-Dollar in den anderen Ländern.